# Haruna Ilerika
Haruna Ilerika (Epe, Nigeria; 27 de octubre de 1949 – 4 de diciembre de 2008) fue un futbolista de Nigeria que jugó en la posición de delantero.

## Carrera

### Club
Jugó toda su carrera con el Stationery Stores de 1971 a 1981 con el que llegó a ser finalista de la Recopa Africana 1980.

### Selección nacional
Jugó para Nigeria en 30 ocasiones de 1972 a 1976 y anotó cuatro goles; participó en la Copa Africana de Naciones 1976 donde fue seleccionado dentro del equipo ideal del torneo.

## Logros
- Equipo Ideal de la Copa Africana de Naciones 1976.